# Directive 2008/120/CE du Conseil du 18 décembre 2008 établissant les normes minimales relatives à la protection des porcs
La Directive 2008/120/CE du Conseil établissant les normes minimales relatives à la protection des porcs, dite directive bien-être des porcs, est une directive de l'Union européenne adoptée par le Conseil de l'Union européenne le 18 décembre 2008, qui vise à améliorer les conditions de vie et le bien-être des porcs utilisés pour la production de viande.
Cette directive abroge la Directive 91/630/CEE du Conseil du 19 novembre 1991 établissant les normes minimales relatives à la protection des porcs et ses modifications ultérieures (notamment la Directive 2001/88/CE du Conseil du 23 octobre 2001 et la Directive 2001/93/CE de la Commission du 9 novembre 2001), et consolide dans un seul texte les normes déjà en vigueur.
Elle exige notamment, une fois transposée en droit national, que les truies reproductrices soient élevées en groupe pendant une partie de leur période de gestation, au lieu d'être élevées en cages de gestation pendant la totalité de cette période. Cette exigence est entrée en vigueur le 1er Janvier 2013.

## Objectif
La mesure phare de cette directive est de rendre obligatoire l'élevage en groupe des truies reproductrices pendant une période allant de 4 semaine après leur saillie jusqu'à 1 semaine avant leur mise-bas.

## Transpositions en droit national
La directive initiale de 2001 a été transposée en droit français en 2003.